# Rotaxano

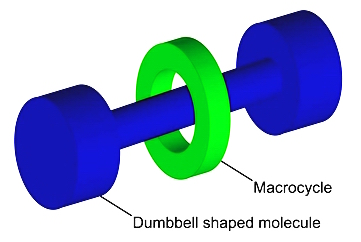
Representación gráfica de un rotaxano, compuesto por un macrociclo atravesado por una molécula en forma de mancuerna.

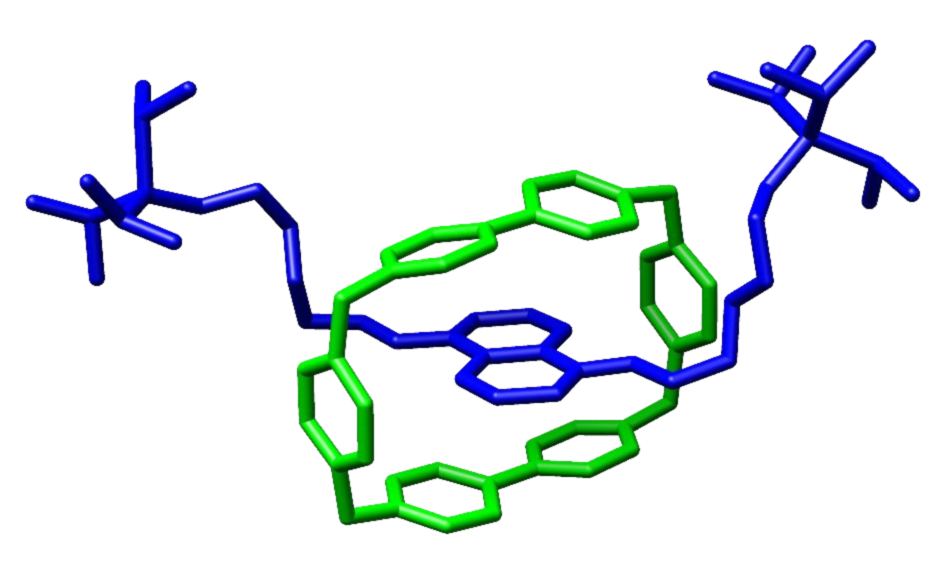
Estructura cristalina de un rotaxano con un macrociclo ciclobis(paraquat-p-fenileno).

Un rotaxano es una arquitectura molecular mecánicamente entrelazada que consiste de una "molécula con forma de mancuerna", que se inserta a través de un "macrociclo" (véase la representación gráfica) . El nombre se deriva del latín rota (rueda) y axis (eje). Los dos componentes de un rotaxano están cinéticamente atrapados ya que los extremos de la mancuerna (a menudo llamado tapones) son más grandes que el diámetro interior del anillo y esto evita la disociación (desenroscado) de los componentes ya que esto requeriría una distorsión significativa de los enlaces covalentes.
Una parte importante de la investigación sobre rotaxanos y otras arquitecturas moleculares mecánicamente entrelazadas, tales como los catenanos, se ha centrado en conseguir una síntesis eficiente. Sin embargo, se han encontrado ejemplos de rotaxanos en sistemas biológicos, tales como: péptidos con nudo de cistina, ciclótides o lazo-péptidos (péptidos de estructura circular) como la proteína microcina J25, y otros diversos péptidos con subestructura de rotaxano.

## Síntesis
La primera síntesis de un rotaxano se publicó en 1967 y estuvo basada en la probabilidad estadística de que si las dos mitades de una molécula con forma de mancuerna se hicieran reaccionar en presencia de un macrociclo, un pequeño porcentaje de ambas mitades se conectarían a través del anillo. Para obtener una cantidad razonable de rotaxano, el macrociclo fue unido a un soporte en fase sólida y tratado 70 veces con las dos mitades de la molécula en forma de mancuerna y luego separado del soporte para obtener un rendimiento del 6%. Sin embargo, la síntesis de rotaxanos ha avanzado considerablemente y el rendimiento eficiente se puede obtener preorganizando los componentes mediante el uso de enlaces de hidrógeno, coordinación a un centro metálico, fuerzas hidrofóbicas, enlaces covalentess, o interacción culombiana. Las tres estrategias más comunes para sintetizar rotaxanos son "tapado" (capping), "recorte" (clipping), y "deslizamiento" (slipping), aunque existen otras. Recientemente, Leigh et al., describieron una nueva vía para arquitecturas mecánicamente entrelazadas o enhebradas con la participación de un centro de metal de transición que puede catalizar una reacción a través de la cavidad de un macrociclo.

### Tapado (capping)

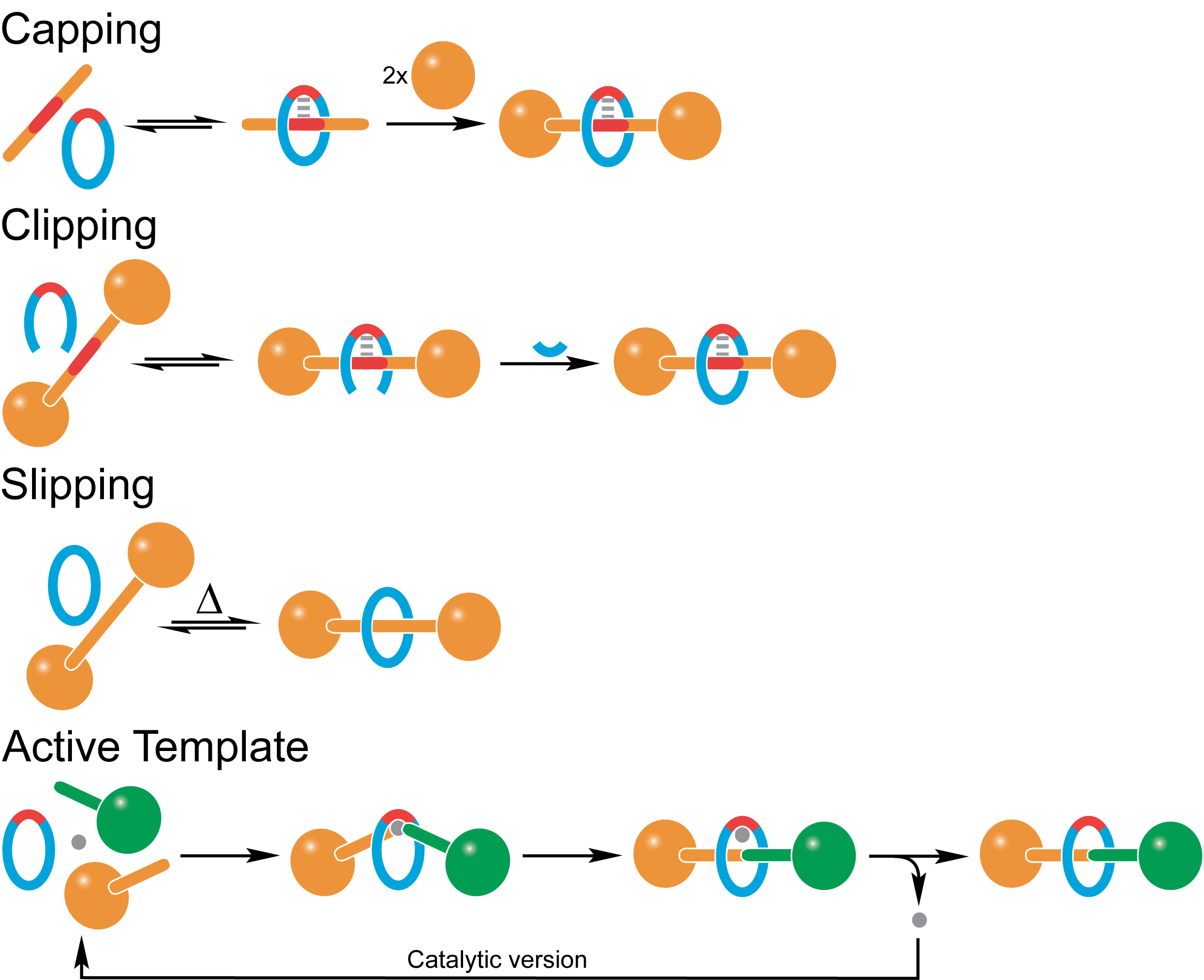
La síntesis de rotaxano se puede realizar a través de estrategias de "tapado", "recorte", "deslizamiento" o mecanismo de "plantilla activa".

La síntesis por el método de tapado se basa en gran medida en un efecto plantilla termodinámicamente impulsado, es decir, la parte intermedia de la molécula recta se lleva dentro del "macrociclo" mediante interacciones no covalentes. Este complejo dinámico o pseudorotaxano luego se convierte en el rotaxano por reacción de los extremos de dicha parte intermedia con grandes grupos terminales (a modo de rosca) para prevenir la disociación.

### Recorte (clipping)
El método de recorte es similar a la reacción de tapado (capping), salvo que en este caso la molécula con forma de mancuerna está completa y se enlaza a un macrociclo parcial. El macrociclo parcial se somete a una reacción de cierre de anillo alrededor de la molécula con forma de mancuerna que forma la parte central del rotaxano.

### Deslizamiento (slipping)
El método de deslizamiento es el que explota la estabilidad cinética de los rotaxanos. Si los grupos extremos de la mancuerna son de un tamaño adecuado serán capaces de enhebrarse reversiblemente a través del macrociclo a temperaturas más altas. Por enfriamiento, el complejo dinámico queda cinéticamente atrapado como los rotaxanos a baja temperatura.

### Metodología de "plantilla activa"
Leigh et al. recientemente comenzaron a explorar una estrategia en la que los iones metálicos que actúan como plantilla también podrían desempeñar un papel activo en la promoción de la fundamental reacción de formación del enlace covalente final que mantiene la estructura entrelazada (es decir, el metal tiene una doble función, actuando como una plantilla para entrelazar las moléculas precursoras, y como catalizador de la formación de enlaces covalentes entre los reactivos).

## Aplicaciones potenciales

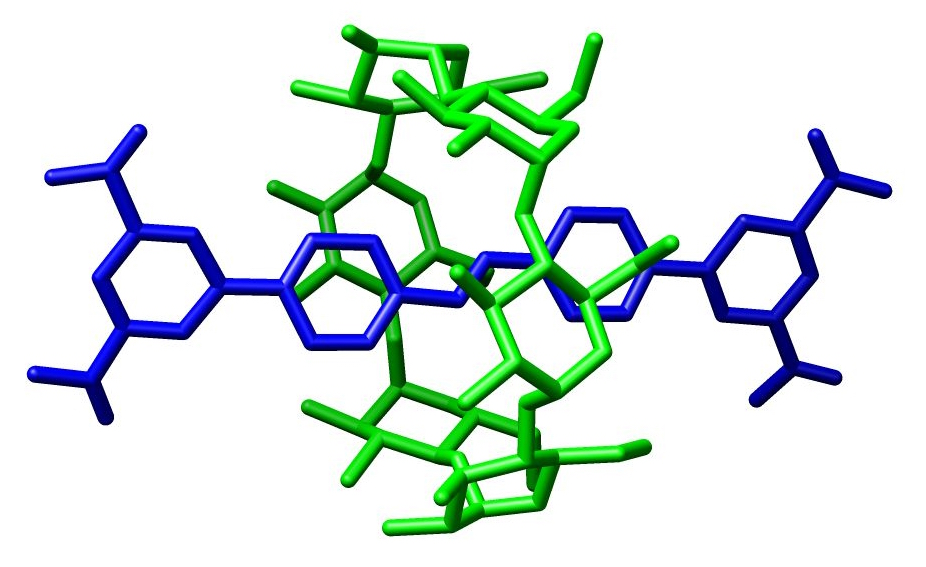
Estructura cristalina de un rotaxano con un macrociclo de α-ciclodextrina.

### Máquinas moleculares
Las máquinas moleculares basadas en moléculas de rotaxanos han gozado de interés inicial por su uso potencial en electrónica molecular como elementos de interruptores moleculares lógicos y como transportadores moleculares. Estas máquinas moleculares generalmente se basan en el movimiento del macrociclo sobre la molécula central. El macrociclo puede girar alrededor del eje de la molécula en forma de mancuerna como una rueda en torno a su eje, o puede deslizarse a lo largo de su eje de un sitio a otro. Controlar la posición del macrociclo permite que el rotaxano pueda funcionar como interruptor molecular pues cada posible ubicación del macrociclo correspondería a un estado diferente. Estas máquinas basadas en rotaxanos se pueden manipular tanto por agentes químicos y fotoquímicos. Los sistemas basados en rotaxanos también han demostrado funcionar como músculos moleculares.  En 2009, se informó sobre un "efecto dominó" de un extremo a otro en una máquina molecular basada en glicorotaxano. En este caso, la conformación en forma de "silla" 4C1 o 1C4 de la molécula de manopiranósido (que actúa como cierre) se puede controlar, en función de la localización del macrociclo.

### Tintes ultraestables
La potencial aplicación, como colorantes de larga duración, se basa en la estabilidad incrementada de la parte interior de la molécula con forma de mancuerna. En estudios con ciclodextrina se protegieron colorantes azo basados en rotaxanos, quedando establecida esta característica. Los tintes de escuareína más reactivos también han demostrado tener una mayor estabilidad mediante la prevención frente a un ataque nucleofílico sobre los grupos funcionales de la escuareína interior. Las mayores estabilidades de los colorantes rotaxanos se atribuyen al efecto aislante del macrociclo, que es capaz de bloquear las interacciones sobre otras moléculas.

### Nanograbación
En una aplicación de nanograbación un cierto rotaxano se deposita como una película de Langmuir-Blodgett sobre un vidrio recubierto de óxido de estaño e indio. Cuando se aplica un voltaje positivo con la punta de la sonda de un microscopio de efecto túnel, los anillos de rotaxano de la zona de la punta cambian a una parte diferente de la mancuerna y la nueva conformación resultante hace que las moléculas sobresalgan de la superficie en unos 0,3 nanómetros, y esta diferencia de altura resulta ser suficiente para ser usada como un punto de memoria. Todavía no es posible borrar tal película nanograbada.

## Nomenclatura
La nomenclatura aceptada es la de designar el número de componentes del rotaxano entre corchetes como prefijo. Por lo tanto, la representación gráfica del rotaxano del ejemplo anterior sería un [2]rotaxano, ya que consta de una sola molécula central y un solo macrociclo.